# Federico Lovera Di Maria
Federico Lovera Di Maria (Torino, 18 luglio 1796 – Torino, 16 maggio 1871) è stato un politico e militare italiano.
Fu comandante generale dell'Arma dei Carabinieri dal 1º ottobre 1849 al 1º luglio 1867.